# BeNe League 2018/19
Die BeNe League 2018/19 war die vierte Saison der gemeinsamen höchste Eishockeyliga Belgiens und der Niederlande.

## Teilnehmer
Die Eindhoven Kemphanen und Red Eagles 's-Hertogenbosch aus den Niederlanden haben die Liga verlassen. Neu dafür sind hinzugekommen war die Mannschaft der Golden Sharks Mechelen aus Belgien.
- Heerenveen Flyers
- Zoetermeer Panters
- Nijmegen Devils
- Amstel Tijgers Amsterdam
- Phantoms Antwerp
- HYC Herentals
- Tilburg Trappers II
- Hijs Hokij Den Haag  (Titelverteidiger)
- Chiefs Leuven
- Limburg Eaters Geleen
- Bulldogs de Liège
- Golden Sharks Mechelen (Neuling)

## Modus
In einer gemeinsamen Hauptrunde aller Teilnehmer wurde eine Einfachrunde (Hin- und Rückspiel) gespielt. Damit kam jede Mannschaft auf 22 Spiele. Die ersten acht Teilnehmer der Hauptrunde qualifizierten sich für die Play-offs. Viertel- und Halbfinale wurden im Best-of-Three ausgetragen, das Finale im Modus Best-of-Five.

## Hauptrunde
|     | Mannschaft                 | Sp | S3 | S2 | N1 | N0 | Tore   | Diff. | Pkte |
| --- | -------------------------- | -- | -- | -- | -- | -- | ------ | ----- | ---- |
| 1.  | Heerenveen Flyers          | 22 | 16 | 3  | 1  | 2  | 151:51 | +100  | 55   |
| 2.  | HYC Herentals              | 22 | 15 | 3  | 2  | 2  | 166:77 | +89   | 53   |
| 3.  | Limburg Eaters Geleen      | 22 | 15 | 2  | 2  | 3  | 129:64 | +65   | 51   |
| 4.  | Bulldogs de Liège          | 22 | 15 | 2  | 1  | 4  | 156:84 | +72   | 50   |
| 5.  | Hijs Hokij Den Haag (M)    | 22 | 14 | 0  | 2  | 6  | 138:81 | +57   | 44   |
| 6.  | Nijmegen Devils            | 22 | 13 | 1  | 0  | 8  | 131:74 | +57   | 41   |
| 7.  | Chiefs Leuven              | 22 | 7  | 3  | 1  | 11 | 92:96  | −4    | 28   |
| 8.  | Zoetermeer Panters         | 22 | 6  | 1  | 4  | 11 | 88:108 | −20   | 24   |
| 9.  | Amstel Tijgers Amsterdam   | 22 | 8  | 0  | 0  | 11 | 82:129 | −47   | 24   |
| 10. | Golden Sharks Mechelen (N) | 22 | 4  | 0  | 0  | 18 | 63:165 | −102  | 12   |
| 11. | Phantoms Antwerp           | 22 | 2  | 0  | 1  | 19 | 64:183 | −139  | 7    |
| 12. | Tilburg Trappers II        | 22 | 2  | 0  | 1  | 19 | 54:202 | −148  | 7    |

Abkürzungen: Sp = Spiele, S3 = Siege, S2 = Siege nach Verlängerung oder Penaltyschießen, N1 = Niederlagen nach Verlängerung oder Penaltyschießen, N0 = Niederlagen, (M) = Meister der Vorsaison, (N) = Neuling
Qualifiziert für die Playoffs

## Playoffs
In den Playoffs traf das bestgesetzte Team immer jeweils auf das schlechtgesetzte Team. Die Setzliste erfolgte nach der Tabellenplatzierung der Hauptrunde. Im Viertel- und Halbfinale wurde im Modus best-of-three gespielt, im Finale best-of-five.
| Viertelfinale | Viertelfinale       | Viertelfinale         |   |                       | Halbfinale | Halbfinale | Halbfinale |  |  | Finale | Finale | Finale |
|               |                     |                       |   |                       |            |            |            |  |  |        |        |        |
| 1             | Heerenveen Flyers   | 2                     |   |                       |            |            |            |  |  |        |        |        |
| 8             | Zoetermeer Panters  | 0                     |   |                       |            |            |            |  |  |        |        |        |
| 8             | Zoetermeer Panters  | 0                     | 1 | Heerenveen Flyers     | 2          |            |            |  |  |        |        |        |
|               |                     |                       | 1 | Heerenveen Flyers     | 2          |            |            |  |  |        |        |        |
|               | 4                   | Bulldogs de Liège     | 0 |                       |            |            |            |  |  |        |        |        |
| 4             | 4                   | Bulldogs de Liège     | 0 | Bulldogs de Liège     | 2          |            |            |  |  |        |        |        |
| 4             |                     |                       |   | Bulldogs de Liège     | 2          |            |            |  |  |        |        |        |
| 5             | Hijs Hokij Den Haag | 0                     |   |                       |            |            |            |  |  |        |        |        |
| 5             | Hijs Hokij Den Haag | 0                     | 1 | Heerenveen Flyers     | 1          |            |            |  |  |        |        |        |
|               |                     |                       |   | Heerenveen Flyers     | 1          |            |            |  |  |        |        |        |
|               | 2                   | HYC Herentals         | 3 |                       |            |            |            |  |  |        |        |        |
| 2             | 2                   | HYC Herentals         | 3 | HYC Herentals         | 2          |            |            |  |  |        |        |        |
| 2             |                     |                       |   | HYC Herentals         | 2          |            |            |  |  |        |        |        |
| 7             | Chiefs Leuven       | 0                     |   |                       |            |            |            |  |  |        |        |        |
| 7             | Chiefs Leuven       | 0                     | 2 | HYC Herentals         | 2          |            |            |  |  |        |        |        |
|               |                     |                       | 2 | HYC Herentals         | 2          |            |            |  |  |        |        |        |
|               | 3                   | Limburg Eaters Geleen | 1 |                       |            |            |            |  |  |        |        |        |
| 3             | 3                   | Limburg Eaters Geleen | 1 | Limburg Eaters Geleen | 2          |            |            |  |  |        |        |        |
| 3             |                     |                       |   | Limburg Eaters Geleen | 2          |            |            |  |  |        |        |        |
| 6             | Nijmegen Devils     | 1                     |   |                       |            |            |            |  |  |        |        |        |

### Viertelfinale
| Paarung                                 | Serie | Spiel 1   | Spiel 2 | Spiel 3   |
| --------------------------------------- | ----- | --------- | ------- | --------- |
| Heerenveen Flyers – Zoetermeer Panters  | 2-0   | 10:0      | 4:2     | -         |
| Bulldogs de Liège – Hijs Hokij Den Haag | 2-0   | 5:4 n. P. | 8:4     | -         |
| HYC Herentals – Chiefs Leuven           | 2-0   | 7:2       | 2:0     | -         |
| Limburg Eaters Geleen – Nijmegen Devils | 2-1   | 3:5       | 7:5     | 5:4 n. P. |

Zum ersten Mal haben sich im Playoff-Viertelfinale alle besserplatzierten Teams durchsetzen können und ebenfalls zum ersten Mal musste der Vorjahresmeister bereits in der ersten Runde seine Titelverteidigung aufgeben.

### Halbfinale
| Paarung                               | Serie | Spiel 1   | Spiel 2   | Spiel 3 |
| ------------------------------------- | ----- | --------- | --------- | ------- |
| Heerenveen Flyers – Bulldogs de Liège | 2-0   | 4:2       | 5:3       | -       |
| HYC Herentals – Limburg Eaters Geleen | 2-1   | 7:6 n. P. | 4:5 n. P. | 6:4     |

### Finale
| Paarung                           | Serie | Spiel 1   | Spiel 2 | Spiel 3 | Spiel 4 | Spiel 5 |
| --------------------------------- | ----- | --------- | ------- | ------- | ------- | ------- |
| Heerenveen Flyers – HYC Herentals | 1-3   | 2:1 n. P. | 2:5     | 4:8     | 0:4     | -       |

Die Heerenveen Flyers standen zum vierten Mal in Folge im Finale, mussten aber zum dritten Mal eine Niederlage einstecken; gar zum zweiten Mal gegen die HYC Herentals. Diese wiederum konnten ihren zweiten Titel einfahren und sich erstmalig zum Rekordmeister krönen. Dies war gleichzeitig der erste Meisterschaftserfolg einer Mannschaft die am Ende der Gruppenphase oder Hauptrunde nicht auf Platz 1 stand. Die nationalen Meisterschaften entfielen, da sich aus jedem Land ein Team für das Finale qualifizierte und damit die Meister feststehen.